# Załusin
Załusin [pronunciación en polaco: /zaˈwuɕin/] es un pueblo ubicado en el distrito administrativo de Gmina Bedlno, dentro del condado de Kutno, Voivodato de Łódź, en el centro de Polonia. Se encuentra a unos 18 kilómetros al sureste de Kutno y a 42 kilómetros al norte de la capital regional Łódź.